# Республиканский стадион (Сыктывкар)
Республиканский стадион — стадион в Сыктывкаре. Включает в себя два поля: спортивную арену и тренировочное поле. В зимнее время принимает соревнования по хоккею с мячом, чемпионат по ледовым трековым гонкам «СуперШип».. Домашняя арена клуба по хоккею с мячом «Строитель».

## История
Поле стадиона с деревянными трибунами было устроено в 1947 году, в 1967 году началось строительство запасного футбольного поля.
В 1971 году вокруг основного поля были установлены железобетонные трибуны на 15 000 мест.
В 2001-м и 2015-м гг. была проведена реконструкция стадиона.
В 2019-2021 годах в рамках подготовки к Чемпионату мира по хоккею с мячом была проведена реконструкция стадиона. Были полностью перестроены Западная, Южная и Северная трибуны стадиона, заменены мачты освещения, реконструированы оба поля, устроены контрольно-пропускные пункты и наземные стоянки для транспорта.

## Технические характеристики
Спортивная арена:
- Вместимость: 8364 зрителей[6]

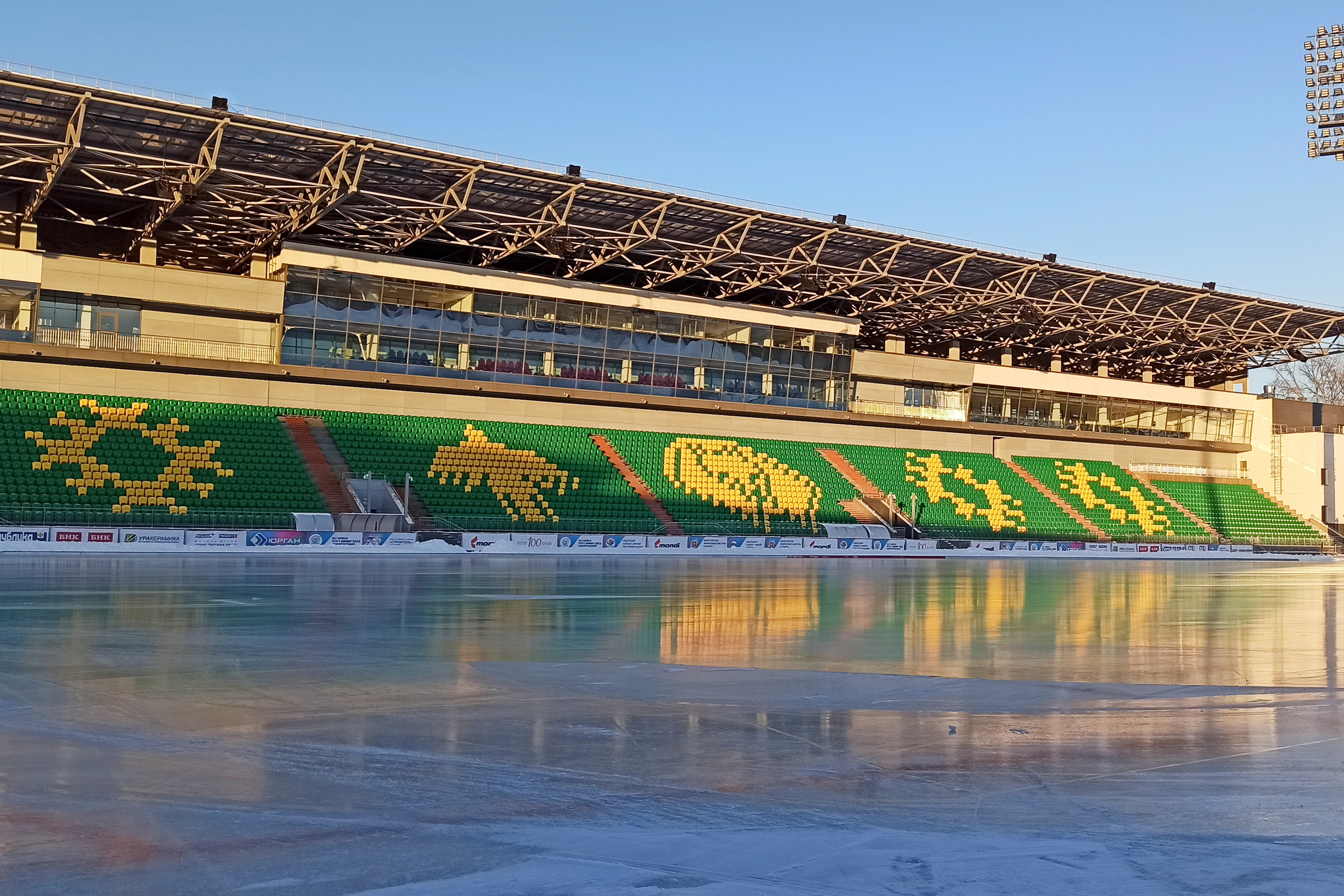
Рисунки на западной трибуне: элементы коми орнамента, герба Республики Коми и герба Сыктывкара

- Поле: ледовый контур для хоккея с мячом – 110х70 м, в летний период футбольное поле с искусственным газоном
- Круговая беговая дорожка длиной 400,0 м на 4 отдельные дорожки, прямая беговая дорожка длиной 110,0 м на 4 отдельные дорожки
- Легкоатлетический манеж, спортзал, комментаторские кабины
- Холодильная станция

Тренировочное поле:
- Вместимость: 499 зрителей[6]
- Поле: ледовый контур для хоккея с мячом – 110х70 м, в летний период футбольное поле с искусственным газоном
- Круговая беговая дорожка длиной 400,0 м на 4 отдельные дорожки, прямая беговая дорожка длиной 110,0 м на 4 отдельные дорожки
- Площадка для стритбола
- Холодильная станция

## Чемпионат мира по хоккею с мячом 2022
Стадион должен был принять первенство мира в 2021 году, однако из-за пандемии коронавируса соревнования перенесли 2022 год. 1 марта 2022 года стало известно, что Международная федерация хоккея с мячом приняла решение отложить проведение чемпионата мира по хоккею с мячом 2022 года в России после рекомендаций международных спортивных организаций.